# Descoperitor

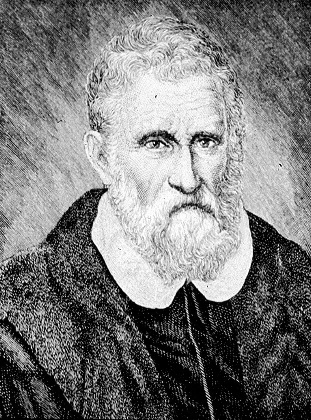
Marco Polo

Descoperitorul este în general o persoană care independent de cunoștințele contemporane, prin activitate de observare, cercetare descoperă, găsește un element, obiect, fenomen, lege, sau regiune geografică până la aceea dată necunoscută de cultura respectivă.
Exemple de descoperiri :
- descoperirea Principiului lui Arhimede (la care, în afară de  Arhimede, au contribuit  Galileo Galilei și Blaise Pascal)
- descoperirea Americii de către Columb (1492)

## Istorie
- de  http://de.wikipedia.org/wiki/Entdecker
- de  Listă de descoperitori geografici
- ro  DEX